# Vlada Ralko
Vlada Ralko (en ukrainien : Влада Ралко, née en 1969 à Kiev) est une artiste peintre ukrainienne. Basée à Kiev, elle est membre de l'Union nationale des artistes d'Ukraine depuis 1994. Elle est lauréate du prix ONU Femmes dans les arts en 2019.

## Biographie
Vlada Ralko naît à Kiev, en Ukraine, en 1969. Elle effectue des études artistiques et obtient en 1987 le diplôme de l'école d'art républicaine Taras Shevchenko, et en 1994, elle obtient aussi le diplôme de l'Académie nationale des arts visuels et de l'architecture.
L'art de Vlada Ralko est présenté lors d'expositions à travers l'Ukraine. Ses œuvres sont également exposées au Scope Art Show à Miami Beach, au Lincoln Center de New York, au Dallas Art Fair et dans des galeries d'art en Allemagne et en Autriche. Elle reçoit en 2000 le prix panukrainien de la peinture.
Elle peint surtout de très grandes toiles, et réalise aussi des dessins. Elle œuvre plutôt dans le style expressionniste. Ses sujets de prédilection sont d'abord le corps humain, intérieur et extérieur, elle tâche de représenter ce qui se passe en lui et peut lui arriver ; elle s'attache aussi plus spécifiquement au corps de la femme et à son intimité, ainsi qu'à la sexualité féminine.
Vlada Ralko crée de 2013 à 2015 une série particulière composée de 258 dessins consacrés à la chronique des événements de l'Euromaïdan à Kiev, glissant par étapes vers la violence, les affrontements et la Révolution. Elle intitule cette narration graphique Journal de Kiev.

## Publications
- Œuvres sur papier, Kiev, 2007.
- Journal de Kiev, Lviv, 2019 [lire en ligne].